# 卷毛梾木
卷毛梾木（学名：Swida ulotricha），为山茱萸科梾木属下的一个植物变种。